# Abalonia
Abalonia ist das sechste Studioalbum der deutschen Punkband Turbostaat. Das am 28. Januar 2016 erschienene Konzeptalbum handelt von der Flucht einer Frau und eines Mannes vor Hunger, Verfolgung und Krieg. Ziel ihrer Reise ist das fiktive Land Abalonia.

## Entstehungsgeschichte
Im Juni 2015 begannen die Aufnahmen in den Hansa Studios in Berlin. Zunächst wurden die Instrumentalspuren live innerhalb von fünf Tagen aufgenommen. Gesang sowie alle anderen musikalischen Zusätze, wie beispielsweise Klavier, wurden später an einem anderen Ort umgesetzt. Sämtliche Texte stammen von Gitarrist Marten Ebsen. Die Musik wurde gemeinschaftlich geschrieben, wobei jeder seine Ideen einbringen konnte.
Das Artwork des Albums stammt von dem Grafiker Stefan Weyer, der auch Gitarrist der Band Love A ist.
Zunächst erschien am 8. Dezember 2015 über YouTube das erste Musikvideo zum Titelstück, das Album selbst wurde am 28. Januar 2016 über das Label PIAS auf CD, LP und als Download veröffentlicht. Zudem erschien eine auf 500 Stück limitierte Fanbox. Diese enthielt ein Booklet im 7’’-Format, eine Single mit dem Bonustitel Der Sturm, ein Bandana, vier Hochglanzfotos sowie CD und LP.
Am 5. Februar erschien das zweite Video Wolter.
Nach Veröffentlichung des Albums verzeichnete die Band auf der folgenden Tournee deutlich höhere Besucherzahlen, weshalb das Album Abalonia einen Wendepunkt in der Bandgeschichte markierte.

## Titelliste
| 1  | Ruperts Grün       | 4:41 |
| 2  | Der Zeuge          | 3:17 |
| 3  | Der Wels           | 2:14 |
| 4  | Die Arschgesichter | 3:25 |
| 5  | Wolter             | 6:14 |
| 6  | Eisenmann          | 5:39 |
| 7  | Totmannknopf       | 2:57 |
| 8  | Geistschwein       | 4:52 |
| 9  | Die Toten          | 4:38 |
| 10 | Abalonia           | 4:53 |

## Handlung
Die Handlung der Platte ist wie ein Märchen aufgebaut. Die Handlung spielt zu einer unbekannten Zeit in einem unbekannten Land. Außer im letzten Song sowie bei einigen Songnamen werden auch keine Namen genannt. Dennoch enthält das Album Anspielungen auf die Herkunft der Band aus Flensburg durch einige Wörter aus der Seemannssprache und durch die Nennung der Norderstraße. Auch finden sich Anspielungen auf aktuelles politisches Geschehen in den zum Teil direkten, aber auch gelegentlich stark verklausulierten Texten. „Abalonia“, der Ort, wo es den Protagonisten hinzieht, ist eigentlich ein Kunstwort, das zunächst als Platzhalter verwendet wurde. Es entstammt einem Demo der Pixies, bei dem Frank Black statt des Textes zu Debaser, der damals noch nicht feststand, eben als Füllwort „Abalonia“ verwendete.
Laut Ebsen ist das Album nur am Rande als politisch zu verstehen. Tatsächlich macht die Flüchtlingsthematik nur einen Teil aus. Vielmehr ging es der Band darum, eine stringente Geschichte zu erzählen. Allerdings gab die Band zu, im Song Der Wels den neuen Patriotismus zu verdammen. Das Lied enthält Anspielungen auf die Pegidademos in Dresden. Die Textzeile „Ist der Wels zu Gast bei Eulen“ ist eine Anspielung auf den WM-2006-Slogan „Die Welt zu Gast bei Freunden“.
Die Geschichte handelt von Semona, die im Song Ruperts Gruen verfolgt wird und aus ihrer Stadt fliehen muss. Gemeinsam mit einem Kumpel entkommt sie und flieht nach Süden. Dabei werden sie ein Liebespaar. Es ist das politische System, das sie vertreibt: der alte Adel regiert und der Pöbel muss gehorchen (Der Zeuge). Auf ihrem Weg in den Süden rasten sie in einer Stadt, die ihnen aber auch nicht zusagt, da die Menschen dort nicht greifbar sind. (Der Wels). Schließlich trennen sich die beiden im Song Die Arschgesichter.
Sie wird vom Krieg überrascht und zieht weiter (Wolter). Der Song Eisenmann behandelt das Thema Krieg. Es handelt sich dabei um den kryptischsten und verschwurbeltesten Titel des Albums. In Totmannkopf trifft sie ihren Begleiter wieder.
In Geistschwein haben der Winter und die Kälte Einzug gehalten. Hier trennt sich Semona wieder von ihrem Begleiter und schlägt sich trotz Kälte und Hunger weiter durch. In Die Toten wird sie mit den Verstorbenen konfrontiert, die eine unbekannte Krankheit dahingerafft hat und die sie nun anklagen. Im letzten Song, Abalonia, ist sie fast am Ziel. Das Album klingt aus und hallt noch eine Minute aus, das Ende der Geschichte bleibt damit offen.

## Musikstil
Musikalisch ist das Album im Stil des Vorgängers Stadt der Angst gehalten, wobei die Strukturen noch etwas abstrakter sind, als es bei dem 2013er-Album war. Turbostaats Interpretation des Punks ist weitreichend und enthält diverse Elemente artverwandter Genres wie Indie-Rock, New Wave sowie Postrock und -punk. Die Songs sind nicht simpel gehalten, sondern dicht und abwechslungsreich, zum Teil sphärisch oder hinter einer dichten Gitarrenwand. So ging es der Band auch darum, die Musik der Geschichte anzupassen und auf das Schema Strophe-Refrain-Brücke bewusst zu verzichten. Jan Windmeier trägt die Geschichte mit einem Sprechgesang vor, der zum Teil schreiend wiedergegeben wird.

## Rezeption

### Erfolg
Das Album erreichte Platz 15 der deutschen Albencharts und war damit die höchste Chartplatzierung, die Turbostaat bisher erreichte.

### Kritik
Andreas Dittmann vergab für Laut.de vier von fünf Punkten und nannte die Geschichte „sehr dicht und spannend erzählt“. Auch musikalisch sei die Musik „spannend und ereignisreich, dabei bleiben Turbostaat sich erstmal sehr treu“.
Christian Steinbrink von Intro.de hält das Album für eine politische Positionierung der Band: „für Humanismus, fürs Recht auf Asyl und für kein Mensch ist illegal.“ Sein Fazit ist:

„Lyrisch ist »Abalonia« beeindruckend gelungen, musikalisch aber auch: Der wilde Ritt eines jeden Turbostaat-Albums wird hier erstmals durch abstraktere Strukturen unterbrochen, deren Dynamik mehr denn je den Texten untergeordnet ist oder die Band so weit wie noch nie in Stile wie den Postpunk Joy Divisions (»Die Toten«) führt. In jedem Fall ist »Abalonia« die richtige Antwort auf die Zweifel, ob die Band nach fünf souverän großartigen Alben noch zu einer Entwicklung fähig ist. Turbostaat positionieren sich, wie nur sie es tun können, und entwickeln ihren Stil fast nebenbei weiter. Das bleibt der Standard, den es für alle anderen zu erreichen gilt.“

Niklas Baschek vom Spex dagegen hatte nicht nur positive Worte:

„Dass auch der begleitende, feierliche Promotext hier so große Ambitionen sieht, sagt mehr aus über die engen Grenzen der Punk-Hardcore-DIY-Szene als über das Album. Denn eigentlich klingt Abalonia vertraut – manchmal zu sehr. Das liegt sicher auch daran, dass sich Turbostaat mit der unverwechselbaren Stimme des Sängers Jan Windmeier und den mal drängenden, mal wehmütigen Gitarren eine eigene Bresche geschlagen haben in den deutschsprachigen Punk. Aber eben auch daran, dass einige Bands weltweit in größerem Maßstab denken. Schaut man etwas weiter, nach Japan zu Envy und Heaven In Her Arms, in die USA zu La Dispute und Touché Amoré, dann rückt das hier in Perspektive. Das Positive daran ist, dass das regionalistische Gerede davon, dass Turbostaat so »norddeutsch« klängen, relativiert wird. Unbehagen ist global. Und das Gefühl, dass die Wucht des Punk manchmal ein bisschen intellektuelle Distanz gebrauchen kann, auch.“